# Подсмрека
Подсмрека (словен. Podsmreka) је насељено место у општини Доброва–Полхов Градец, Средњесловенска регија, Словенија.

## Историја
До територијалне реорганизације у Словенији била је у саставу града Љубљане, односно старе општине Вич–Рудник.

## Становништво
У попису становништва из 2011. године, Подсмрека је имала 435 становника.
| Број становника према пописима | Број становника према пописима | Број становника према пописима |
| ------------------------------ | ------------------------------ | ------------------------------ |
| 1991                           | 2002                           | 2011                           |
| 256                            | 334                            | 435                            |

Напомена: Године 1984. умањено за део насеља који је везан уз некадашње насеље Љубљана-дел (Љубљана).